# Taz Skylar

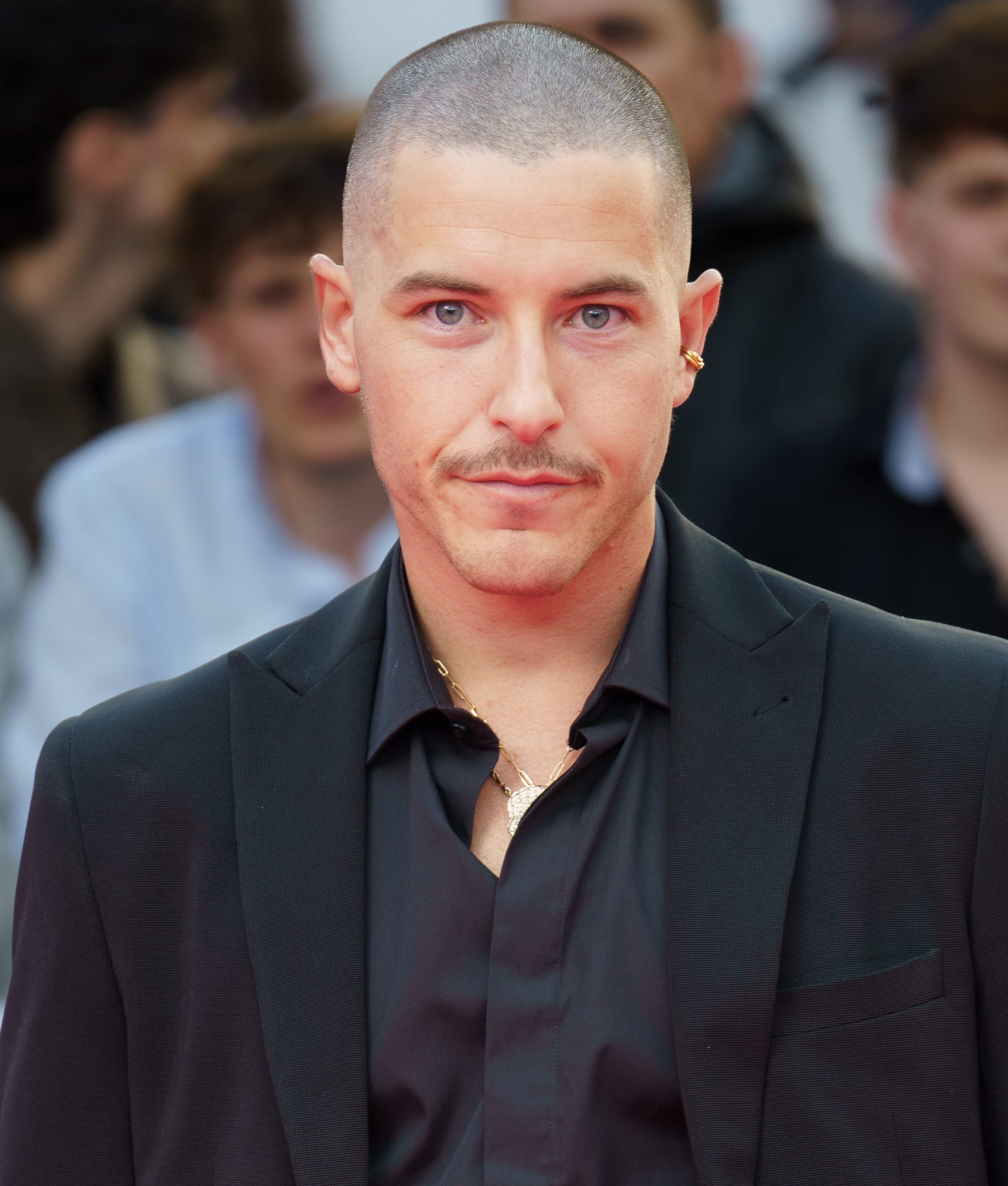
Taz Skylar (2025)

Tarek „Taz“ Yassin Skylar (* 5. Dezember 1995 auf den Kanaren) ist ein britisch-spanischer Theater- und Filmschauspieler sowie Theater- und Filmschaffender.

## Leben
Skylar wurde im Jahr 1995 auf den Kanarischen Inseln als Sohn des sierra-leonisch-libanesischen Vaters Hassan Yassin und der aus Yorkshire stammenden Britin Gwen geboren. Er wuchs mit Englisch und Spanisch als Muttersprachen bilingual auf. Bis zu seinem vierten Lebensjahr wurde er auf Teneriffa groß, ehe die Familie ins Vereinigte Königreich, dem Herkunftsland seiner Mutter, zog.
Nach ersten Verkörperungen von Bühnenfiguren und Besetzungen in Kurzfilmen, wirkte er von 2018 bis 2019 in der Fernsehserie The Reserves mit. Für die Serie fungierte er außerdem als Drehbuchautor und Produzent. 2019 war er in The Kill Team in der Rolle des Sergeant Dawes zu sehen. 2020 übernahm er in Villain die Darstellung des Billy. Im November 2021 wurde bekannt, dass er die Rolle des Sanji in der Netflix-Serienproduktion One Piece darstellen wird.

## Filmografie (Auswahl)

### Schauspiel
- 2015: Venom (Kurzfilm)
- 2015: Beautiful (Kurzfilm)
- 2016: Trophy. (Kurzfilm)
- 2018: Multi-Facial (Kurzfilm)
- 2018–2019: The Reserves (Fernsehserie)
- 2019: The Kill Team
- 2019: Lie Low
- 2019: Final Gift (Kurzfilm)
- 2020: Villain
- 2021: BBC New Creatives: Aisle 17 (Kurzfilm)
- 2021: Yes, Chef! (Boiling Point)
- 2021: Split Sole (Kurzfilm)
- 2022: Agatha Raisin (Fernsehserie, Episoden 4x02, 4x03)
- 2022: The Deal – Der verwüstete Planet (The Deal)
- seit 2023: One Piece (Fernsehserie)
- 2025: Cleaner

### Drehbuch und Produktion
- 2018: Multi-Facial (Kurzfilm, auch Regie)
- 2018: The Reserves (Fernsehserie)

## Theater (Auswahl)
- Hamlet, Regie: Greg Hersov (Young Vic)
- Warheads, Regie: Toby Clarke (Park Theatre)
- Witness for the Prosecution, Regie: Lucy Bailey (London County Hall)
- Bless, Regie: Toby Clarke (Southwark Playhouse)
- Outliers (Theatre Royal Stratford East)
- Real Men (Birmingham Repertoire Theatre)
- Roject Mayhem, Regie: Richard Crawford (Secret Theatre)